# Георг II фон Рехберг
Георг II фон Рехберг (на немски: Georg II von Rechberg; † 1549/1555) е благородник от благородническия швабски род Рехберг, господар на Келмюнц в Швабия и пр. 1539 г. на Бабенхаузен в Швабия.
Той е малкият син на Георг I фон Рехберг († 1506), господар на Илерайхен, Илербойрен и Келмюнц, и съпругата му Барбара фон Ландау († 1499), вдовица на Йохан фон Верденщайн, дъщеря на Лутц фон Ландау и Амалия Бесерер фон Ефрицвайлер. Брат е на Гауденц II фон Рехберг († 1540).

## Фамилия
Георг II фон Рехберг се жени на 30 януари 1514 г. за Барбара фон Фрундсберг, дъщеря на Томас фон Фрундсберг († 1497) и Урсула фон Валдбург († сл. 1517). Бракът е бездетен.
Георг II фон Рехберг се жени втори път (договор) на 14 ноември 1525 г. за Анна фон Емз († сл. 1549), вдовица на Волф Гремлих фон Юнгинген († сл. 3 април 1524), дъщеря на граф Маркс Зитих фон Емз (1466 – 1533) и Хелена фон Фрайберг († сл. 1502). Те имат седем деца:
- Гауденц фон Рехберг († 26 септември 1580), господар на Келмюнц 1534
- Барбара фон Рехберг
- Фелицитас фон Рехберг († пр. 13 септември 1574), омъжена на 10 февруари 1552 г. за фрайхер Вилхелм фон Графенег и Маршалкенцимерн († 1589)
- Доротея фон Рехберг († сл. 1548), омъжена пр. 28 ноември 1548 г. в Бромбах при Узинген, Таунус, за Панкрац Куен фон Белази († сл. 1548)
- Хелена фон Рехберг († 7 ноември 1580), омъжена на 26 август 1550 г. в Хюфинген за Арбогаст фон Шеленберг (* 13 юли 1527; † 23 август 1605)
- Катарина фон Рехберг († 1550), омъжена (договор) на 20 август 1549 г. за Ханс Маркс фон Бубенхофен († 1550)
- Анна фон Рехберг († 10 април 1552), омъжена (договор) на 20 август 1549 г. за Волф Рудолф фон Вестерщетен († сл. 1549)